# Baglama (grec)
Pour les articles homonymes, voir Baglama.
Le baglama (en grec : μπαγλαμάς / baglamás, qui vient du turc : bağlama) est un instrument de musique turc à cordes pincées repris de saz (chez les Turcs), de la même famille que la tamburitsa slave. Dans les Balkans, Grecs et Slaves utilisaient le mot «tamboura » pour désigner cette famille d'instruments depuis l'époque byzantine . Mais à partir de 1922, en Grèce, les Grecs d'Asie mineure qui utilisaient le terme « baglama » (qui désigne en turc divers types d'instruments à trois cordes) imposèrent cette nouvelle terminologie[réf. nécessaire]. Ici, toutefois, il désigne une sorte de bouzouki trichordo miniature. 
Le baglama grec présente des similarités avec les plus petits représentants de la famille des saz, comme le cura saz (prononcé « djoura saz ») ou le üç telli bağlama (prononcé « utch telli baalama »), sans qu'une filiation directe soit établie ; ces instruments différent notamment par le type de frettes et de jeu, et souvent la forme ou la taille de la caisse (en tant que tel, cet instrument n'existe pas dans la musique turque).

## Lutherie

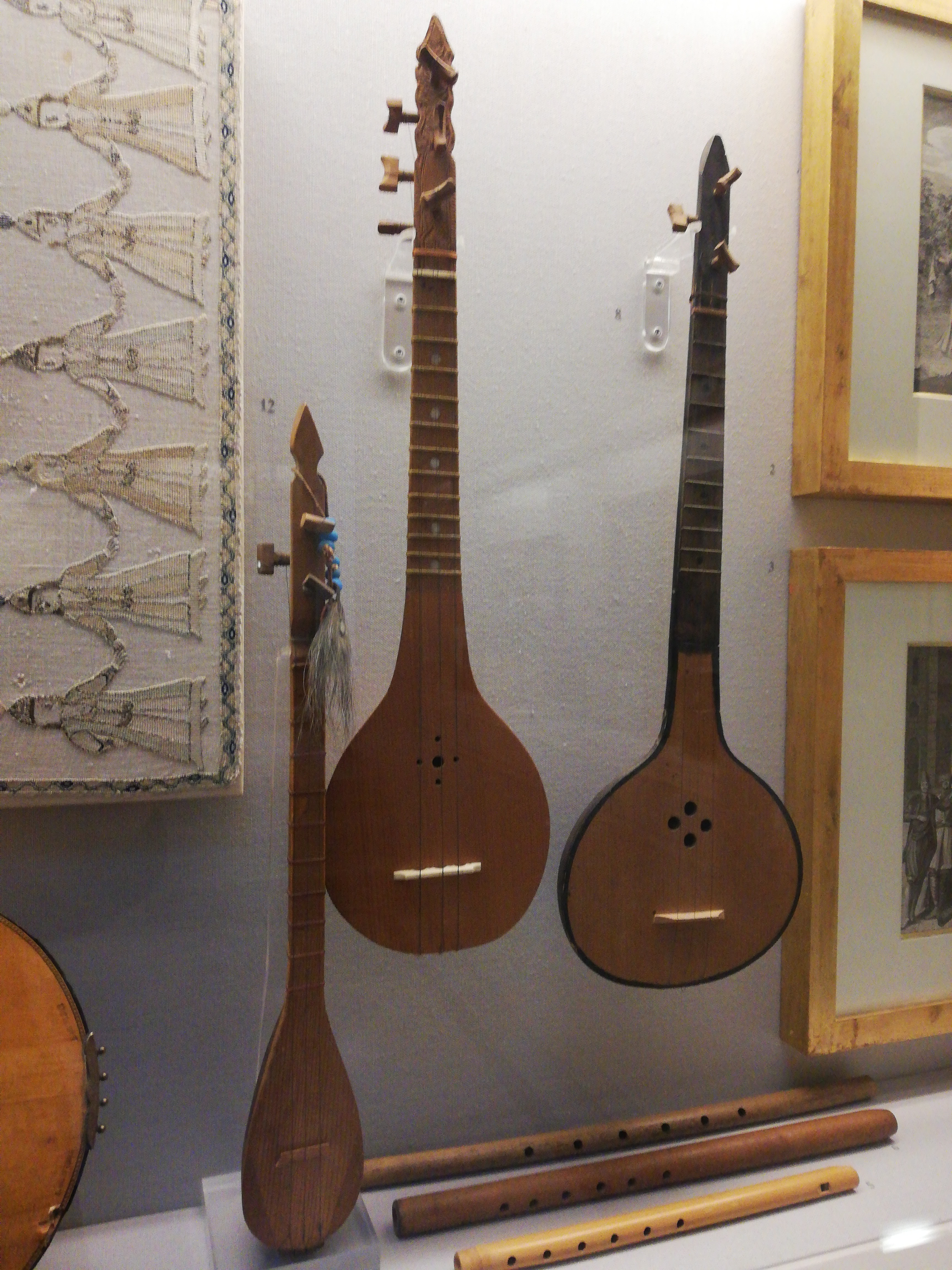
Trois baglamas, Musée Benaki, Athènes

Comme le bouzouki trichordo dont il est la réplique, il possède un fond bombé souvent creusé dans une pièce de bois, 3 doubles cordes métalliques accordées généralement Ré-La-Ré, un chevillier moderne et un manche garni de frettes fixes.

## Jeu
Il est notamment utilisé dans le style musical rébétiko ; les rebétes et leur musique associée aux bas-fonds ayant souvent été victimes de répression de la part des institutions, les musiciens auraient donc inventé le baglama afin de pouvoir le dissimuler facilement lors de descentes de police ou en prison. Sa petite taille en fait un instrument facile à transporter pour les musiciens ambulants. 
Il peut être joué comme instrument soliste mais est généralement utilisé en accompagnement, souvent en association avec un bouzouki et une guitare, son timbre lui permettant de se faire entendre malgré son manque relatif de puissance.

## Tzouras
Son nom également imposé par les Grecs d'Asie mineure au détriment du terme tambouras, et provient du turc cura (prononcé « djoura »)  mais désigne en grec un instrument de taille intermédiaire entre le baglama et le bouzouki, possédant les mêmes caractéristiques fondamentales par ailleurs.